# Тульєва Анна Вікторівна
Тульєва Анна Вікторівна — українська блогерка, теле- та радіоведуча, ведуча відеоблогів про «Євробачення». Вона здобула популярність завдяки своїм репортажам з конкурсу, створюючи контент для «Суспільного мовлення». Починаючи з 2019 року, Анна висвітлювала різні аспекти конкурсу, включаючи підготовку українських делегацій та участь у міжнародних музичних подіях.

## Життєпис
Анна Тульєва народилася 2 червня 1997 року в смт. Ємільчине, Житомирської області. У 2014 році завершила навчання у Ємільчинській ЗОШ № 1. Після, вступила на навчання у Київський Національний Університет Культури і Мистецтв на спеціальність «Книгознавство, бібліотекознавство і бібліографія». В 2018 році завершила перший (бакалаврський) рівень вищої освіти та вступила на другий (магістерський) рівень вищої освіти, який закінчила в 2020 році із спеціальністю «Інформаційна, бібліотечна та архівна справа». З 2019 року працює на «Суспільному мовленні» відділу діджитал у напрямку Євробачення в Україні. Є ведучою великого відеоблогу «Євробачення Україна» в YouTube, а також розповідає про пісенний конкурс в Україні у соціальних сторінках української делегації. З 2021 року розпочала кар'єру співачки, на рахунку вже 6 випущених пісень. З червня 2024 року стала радіоведучої власної програми на радіо «Київ FM» — «Золота середина». Наразі проживає у місті Київ, продовжує працювати на «Суспільному мовленні» створюючи контент про Євробачення, розвиває власний блог у соціальних мережах, випускає пісні особисто та з іншими виконавцями.

## Кар'єра на пісенному конкурсі «Євробачення»

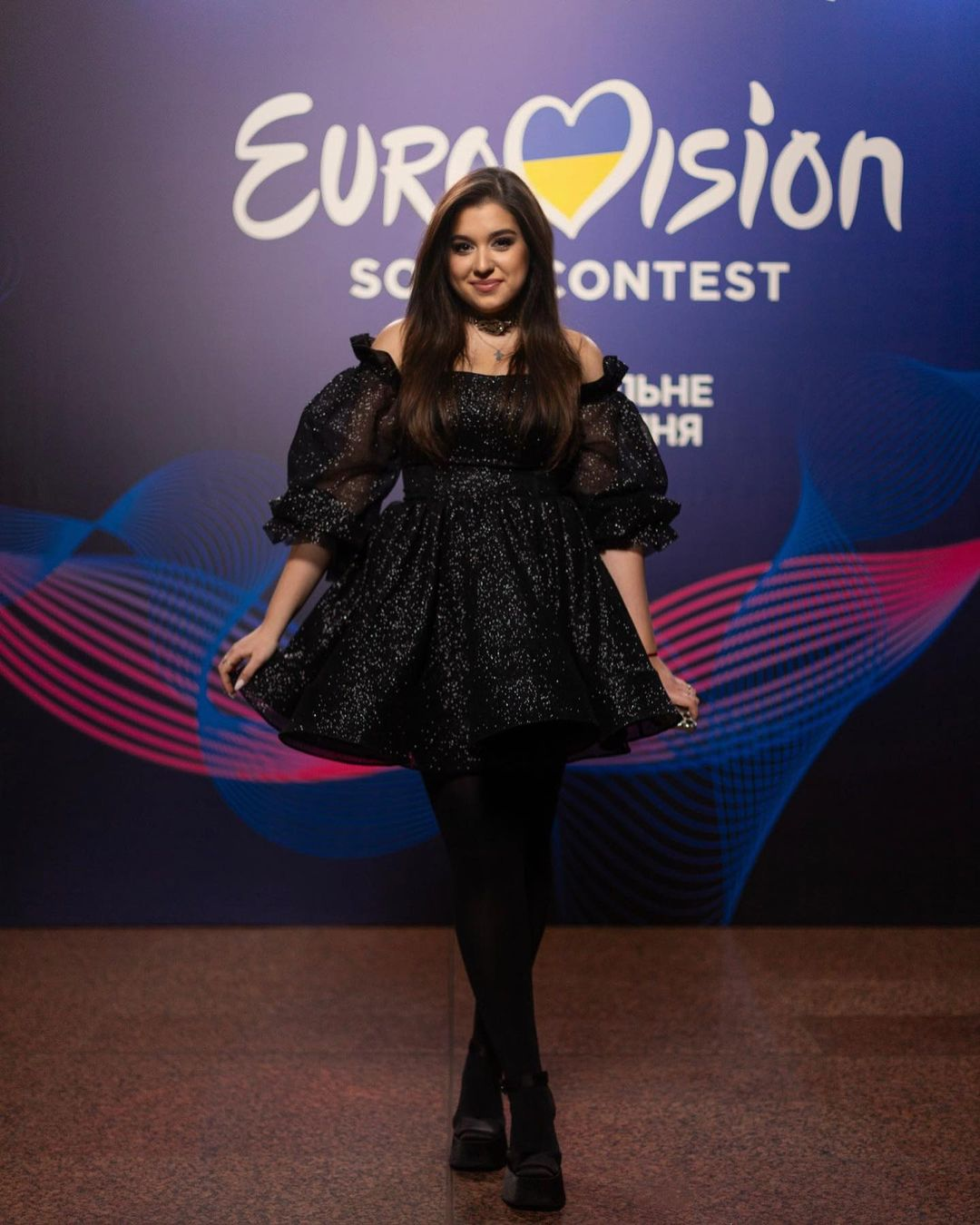
Анна Тульєва — ведуча передшоу національного відбору на Євробачення-2024

Анна Тульєва у 2017 році брала участь в ролі волонтерки пісенного конкурсу «Євробачення-2017», який тоді проходив у місті Київ. Наступного року «Суспільне мовлення» оголосило практику для людей, які хочуть працювати на телебаченні. Анна подала свою заявку, яку пізніше прийняли працювати тележурналісткою програму «Київський ранок». З колегами Анна знімала свої перші сюжети на телефон та монтувала їх на ньому ж. Через кілька місяців роботи на програмі «Київський ранок», Анну перевели в відділ діджитал «Суспільного мовлення».
З 2019 року, коли Україна не брала участь в пісенному конкурсі «Євробачення-2019», Анна стала активно співпрацювати із «Суспільним мовленням», створюючи контент про «Євробачення» для української аудиторії. Її першим проєктом стала робота над інформаційними відео про «Євробачення-2019», а восени відправилася на пісенний конкурс «Дитяче Євробачення-2019» у складі української делегації, і також під час пандемії «Covid-19» поїхала у складі української делегації на пісенний конкурс «Дитяче Євробачення-2020». А вже у 2021 році вона супроводжувала делегацію України з гуртом Go A на дорослому конкурсі. Анна висвітлювала підготовку до виступів, репетиції та ділилася закулісними моментами, що стало улюбленим форматом серед глядачів.
Тульєва активно брала участь у підготовці та висвітленні виступу Kalush Orchestra, які перемогли на конкурсі у 2022 році. Вона згадувала, що робота в умовах війни була емоційно складною, але це додавало їй ще більшої мотивації продовжувати підтримувати національну культуру. Стала ведучою фіналу національного відбору на Дитяче Євробачення-2023, а також передшоу фіналу національного відбору на Євробачення-2024. Зараз Анна продовжує працювати на Суспільному мовленні створюючи контент про Євробачення на офіційні сторінки «Євробачення Україна».

## Музична кар'єра

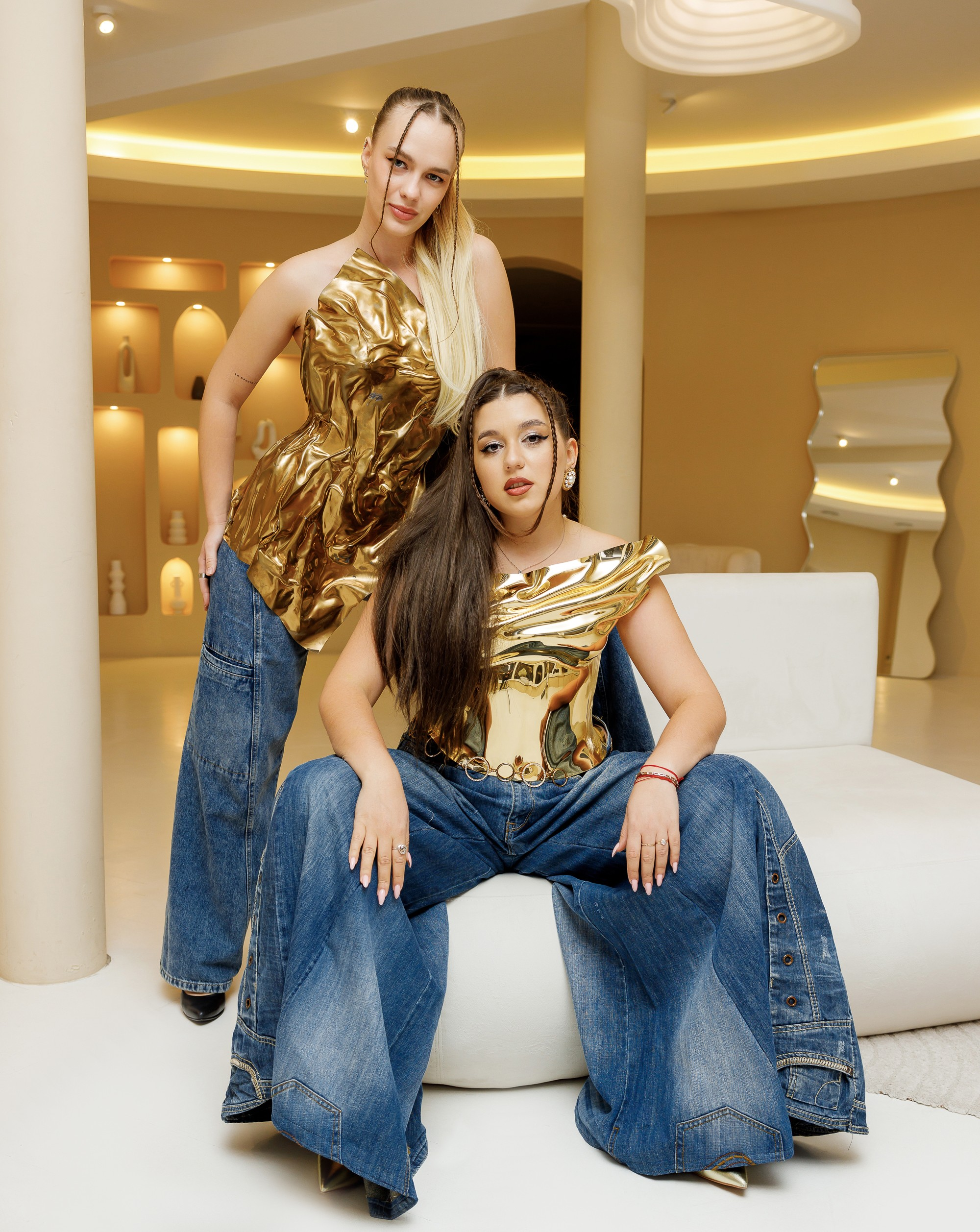
Tulieva (Анна Тульєва) — праворуч з ANKA на зніманнях кліпу для спільного треку «Girls Power»

Початок музичної кар'єри Анни Тульєвої став важливою частиною її творчої діяльності поряд із веденням відеоблогів про «Євробачення». Її дебютні музичні проєкти відображають щирі емоції та особистий досвід. Анна зазначає, що для неї створення музики — це спосіб висловити почуття та переживання, які є близькими багатьом.
Перший трек «Фото», вона написала разом із представниками України на пісенному конкурсі Дитяче Євробачення 2019 та 2020 — Софією Іванько та Олександром Балабановим. Випустила його у 2021 році.
Улітку 2022 року під час повномасштабної війни випускає разом із виконавцем Poison Rainbow трек «Обійми».
Пісня «Дихати» випущена у грудні 2022 року — стала одним із знакових творів у її репертуарі. Анна розповідала, що ця композиція була написана у важкий для неї період і стала своєрідною терапією. Вона наголошувала, що кожна її пісня має глибокий емоційний підтекст і створюється з великою любов'ю до музики. Тульєва зізналася, що хоча тема кохання здається банальною, для неї вона є невичерпним джерелом натхнення.
Знаковий рік у музичній творчості Анни став 2024. На початку березня 2024 року випустила пісню «Метро» у співпраці з музичним видавництвом «Best Music».
Свій п'ятий трек «Running Away» презентувала у вересні 2024 року. Про нього розповідає так: «Running Away» — це про силу відпускати минуле і бігти вперед. Ми можемо танцювати під свої сльози і переживати свої емоції не обов'язково через драму, а через рух і ритм! І знаєте, тепер я точно впевнена — танцювати під свій біль можна і треба.
У листопаді 2024 року випускає новий трек «Girls Power» в дуеті з фіналісткою національного відбору на Євробачення-2023 — ANKA. Дует об'єднує артисток не лише музика, а й давня дружба, яка зародилась ще до участі в нацвідборі. Їхня спільна робота закладає у пісню афірмації, покликані надихнути слухачів на самоповагу і прийняття себе.

## Дискографія

### Пісні
| Рік  | Назва                               | Автори                                              |
| ---- | ----------------------------------- | --------------------------------------------------- |
| 2021 | «Фото»                              | Oleksandr Balabanov, Sophia Ivanko, Tulieva         |
| 2022 | «Обійми» (за участю Poison Rainbow) | Анна Тульєва, Микола Омельченко                     |
| 2022 | «Дихати»                            | Анна Тульєва, Михайло Клименко                      |
| 2024 | «Метро»                             | Балабанов Олександр, Тульєва Анна, Шиманський Роман |
| 2024 | «Running Away»                      | Макаровська Олександра                              |
| 2024 | «Girls Power» (за участю ANKA)      | Анна Тульєва, Корченова Анна, Роман Непомящий       |